# Кашапов, Султан Гильмутдинович
Султан Гильмутдинович Кашапов — советский хозяйственный, государственный и политический деятель.

## Биография
Родился в деревне Балтаево Белебеевского уезда Уфимской губернии (Туймазинский р-н Республики Башкортостан) 29 июня 1912 года. Член ВКП(б).
С 1932 года — на хозяйственной, общественной и политической работе. В 1932—1968 гг. — сварщик треста «Ишимбайнефть», начальник строительно-монтажной конторы, председатель профсоюзного комитета, начальник цеха, начальник коммунальной конторы, заместитель управляющего, директор нефтепромысла треста «Туймазанефть», начальник управления треста «Ишимбайнефть», заведующий нефтепромыслом НГДУ «Аксаковнефть».
Отличник нефтяной промышленности СССР, почётный нефтяник СССР, Почётный гражданин города Белебея.
Избирался депутатом Верховного Совета РСФСР 1-го созыва.
Умер в Приютове 18 июля 2001 года.